# Cyanopepla
Cyanopepla is een geslacht van vlinders van de familie spinneruilen (Erebidae).

## Soorten
- C. agyrtidia Hampson, 1898
- C. alonzo Butler, 1876
- C. amata Druce
- C. arrogans Walker, 1854
- C. baroni Rothschild, 1912
- C. basimacula Hampson, 1898
- C. bella Guérin-Meneville, 1843
- C. bertha Druce, 1883
- C. buckleyi Druce, 1883
- C. cinctipennis Walker, 1864
- C. chelidon Druce, 1893
- C. chloe Druce, 1883
- C. dognini Hulstaert, 1924
- C. egregia Draudt, 1917
- C. fastuosa Walker, 1854
- C. fulgens Herrich-Schäffer, 1854
- C. fulgurata Kaye, 1919
- C. girardi Dognin, 1902
- C. glaucopoides Walker, 1854
- C. griseldis Druce, 1884
- C. hurama Butler, 1876
- C. hyaloptera Dognin, 1910
- C. imperialis Druce, 1883
- C. ira Druce
- C. jucunda Walker, 1854
- C. julia Druce, 1853
- C. lystra Druce, 1896
- C. masia Dognin, 1889

- C. micans Herrich-Schäffer, 1854
- C. obscura Druce, 1898
- C. panamensis Druce, 1884
- C. parvistria Kaye, 1919
- C. perilla Druce, 1883
- C. perspicua Schaus, 1905
- C. phoenicia Hampson, 1898
- C. pretiosa Burmeister, 1880
- C. quadricolor Felder, 1869
- C. ribbei Druce, 1885
- C. samarca Schaus, 1904
- C. sanguicincta Gaede, 1926
- C. scintillans Butler, 1872
- C. similis Heylaerts, 1890
- C. submacula Walker, 1854
- C. xenodice Druce, 1884